# Pico Emory
O pico Emory (em inglês:  Emory Peak) é uma montanha no sudoeste do estado do Texas, nos Estados Unidos. Apesar de não ser a montanha mais alta do Texas (é o pico Guadalupe), é a mais proeminente, com 1367 de destaque topográfico.. É o ponto mais alto dos montes Chisos.
O seu nome homenageia William H. Emory, líder da equipa do U.S. Boundary Survey que explorou a região em 1852.
A flora e fauna da região contêm espécies como Juniperus deppeana, Pinus cembroides, Odocoileus hemionus, cactos da família Opuntia, Aphelocoma wollweberi, Dasylirion leiophyllum e Arbutus xalapensis.